# Agapetus alabamensis
Agapetus alabamensis là một loài Trichoptera trong họ Glossosomatidae. Chúng phân bố ở miền Tân bắc.